# Liste des maires de Manosque
Cet article dresse une liste par ordre de mandat des maires de Manosque.

## Liste des maires

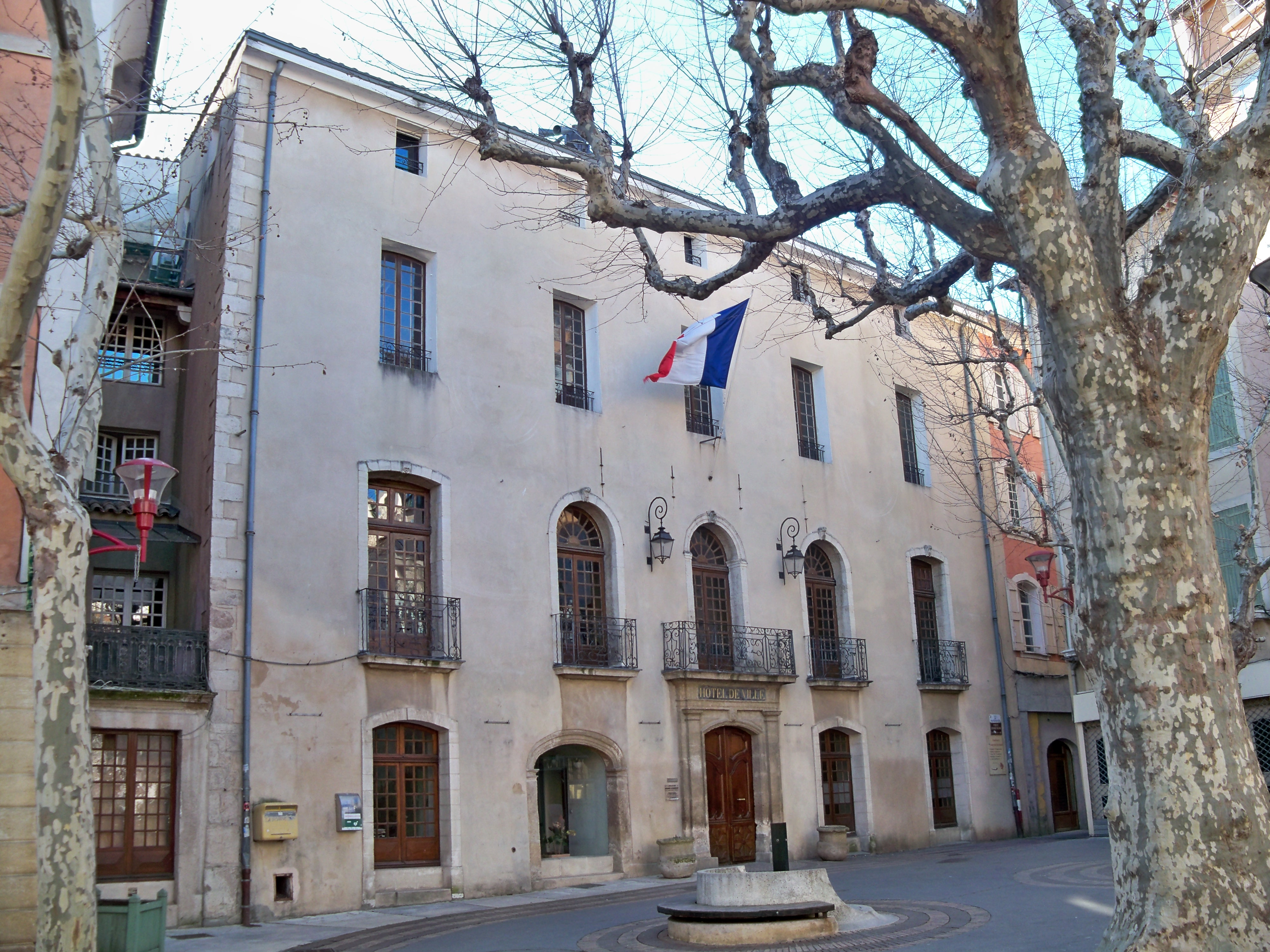
L'hôtel de ville de Manosque.

### Entre 1788 et 1944
| Période                                  | Période           | Identité                    | Étiquette | Qualité                                                                                              |
| ---------------------------------------- | ----------------- | --------------------------- | --------- | --- |
| 1er janvier 1788                         | 31 décembre 1788  | M. de Sauteiron             |           | |
| 1er janvier 1789                         | février 1790      | Nicolas, Lautier, Issautier |           | Maires-consuls d'Ancien Régime                                                                       |
| février 1790                             | 1792              | Joseph Eyriès               |           | Avocat au parlement d'Aix 1er maire du nouveau régime                                                |
| 1792                                     | décembre 1792     | Jean-Joseph Issautier       |           | |
| 2 décembre 1792                          |                   | M. Lautier                  |           | Élu, démissionne le jour même à cause de la présence de révolutionnaires avancés dans le conseil     |
| 2 décembre 1792                          | 16 décembre       | Paul Figuières              |           | Démissionne                                                                                          |
| 16 décembre 1792                         | juin 1793         | M. Bouteille                |           | Démissionne                                                                                          |
| juillet 1793                             | frimaire an III   | M. Dupin                    |           | |
| 25 frimaire an III                       | vendémiaire an IV | M. Figuières                |           | Municipalité nommée par décret de Gauthier, représentant en mission Démissionne, car parent d'émigré |
| 13 vendémiaire an IV                     |                   | Jean-Baptiste de Brunet     |           | Élu député en germinal an V                                                                          |
|                                          |                   | M. Robert                   |           | Agent municipal                                                                                      |
| 11 nivôse                                | An VI             | Jean Raffin                 |           | |
|                                          |                   | J. Chrysostome Derbès       |           | Maire en 1804                                                                                        |
| an VIII                                  | an XII            | Jean Raffin                 |           | Député à la Législative                                                                              |
| Les données manquantes sont à compléter. |                   |                             |           | |
| 1813                                     | 1815              | L.M. de Gassaud             |           | |
| Les données manquantes sont à compléter. |                   |                             |           | |
| 1815                                     | 1821              | H.Figuières                 |           | |
| Les données manquantes sont à compléter. |                   |                             |           | |
| 1821                                     | 1827              | L.M. de Gassaud             |           | |
| Les données manquantes sont à compléter. |                   |                             |           | |
| 1827                                     | 1830              | L. Pourcin                  |           | |
| Les données manquantes sont à compléter. |                   |                             |           | |
| 1830                                     | 1832              | H. de Loth                  |           | |
| Les données manquantes sont à compléter. |                   |                             |           | |
| 1832                                     | 1833              | H. de Loth                  |           | |
| Les données manquantes sont à compléter. |                   |                             |           | |
| 1833                                     | 1835              | J.Juglar                    |           | |
| Les données manquantes sont à compléter. |                   |                             |           | |
| 1835                                     | 1838              | J.Latil                     |           | |
| Les données manquantes sont à compléter. |                   |                             |           | |
| 1838                                     | 1843              | J.Juglar                    |           | |
| Les données manquantes sont à compléter. |                   |                             |           | |
| 1843                                     | 1847              | Damase Arbaud               |           | |
| Les données manquantes sont à compléter. |                   |                             |           | |
| 1847                                     | 1848              | Damase Arbaud               |           | |
| Les données manquantes sont à compléter. |                   |                             |           | |
| 1848                                     | 1850              | J.Buisson                   |           | |
| Les données manquantes sont à compléter. |                   |                             |           | |
| 1850                                     | 1852              | M.Barthélémy                |           | |
| Les données manquantes sont à compléter. |                   |                             |           | |
| 1852                                     |                   | E.Gombert                   |           | |
| Les données manquantes sont à compléter. |                   |                             |           | |
| 1855                                     |                   | X.Dutheil                   |           | |
| Les données manquantes sont à compléter. |                   |                             |           | |
| 1855                                     |                   | C.Dherbes                   |           | |
| Les données manquantes sont à compléter. |                   |                             |           | |
| 1856                                     |                   | V.Dherbes                   |           | |
| Les données manquantes sont à compléter. |                   |                             |           | |
| 1860                                     |                   | V.Dherbes                   |           | |
| Les données manquantes sont à compléter. |                   |                             |           | |
| 1864                                     |                   | J.Hugou                     |           | |
| Les données manquantes sont à compléter. |                   |                             |           | |
| 1865                                     |                   | J.Hugou                     |           | |
| Les données manquantes sont à compléter. |                   |                             |           | |
| 1867                                     |                   | O.Bouteille                 |           | |
| Les données manquantes sont à compléter. |                   |                             |           | |
| 1870                                     |                   | O.Bouteille                 |           | |
| Les données manquantes sont à compléter. |                   |                             |           | |
| 1870                                     |                   | O.Bouteille                 |           | |
| Les données manquantes sont à compléter. |                   |                             |           | |
| 1871                                     |                   | O.Bouteille                 |           | |
| Les données manquantes sont à compléter. |                   |                             |           | |
| 1874                                     |                   | A.Pourcin                   |           | |
| Les données manquantes sont à compléter. |                   |                             |           | |
| 1876                                     |                   | O.Bouteille                 |           | |
| Les données manquantes sont à compléter. |                   |                             |           | |
| 1877                                     |                   | A.Pourcin                   |           | |
| Les données manquantes sont à compléter. |                   |                             |           | |
| 1877                                     |                   | O.Bouteille                 |           | |
| Les données manquantes sont à compléter. |                   |                             |           | |
| 1878                                     |                   | O.Bouteille                 |           | |
| Les données manquantes sont à compléter. |                   |                             |           | |
| 1881                                     |                   | J.Buisson                   |           | |
| Les données manquantes sont à compléter. |                   |                             |           | |
|                                          | 1888              | Honde                       |           | |
| 1888                                     | 1910              | Adolphe Defarge             |           | Député Sénateur                                                                                      |
| Les données manquantes sont à compléter. |                   |                             |           | |
| 1920                                     | 1939              | Arthur Robert               |           | |
| 1940                                     | 1944              | Louis Reboulin              |           | Nommé maire et membre du conseil départemental par le Gouvernement de Vichy                          |

### Depuis 1945
Depuis l'après-guerre, six maires se sont succédé à la tête de la commune.
| Période          | Période         | Identité                 | Étiquette            | Qualité |
| ---------------- | --------------- | ------------------------ | -------------------- | --- |
| 1945             | mars 1971       | Joseph Aubert-Millot     | Rad.                 | Greffier au Tribunal de commerce |
| mars 1971        | mars 1977       | Jean Cabanne             | UDR                  | Administrateur Conseiller général de Saint-Étienne-les-Orgues (1968 → 1994) |
| mars 1977        | août 1980       | Robert Honde             | MRG                  | Vétérinaire Conseiller général de Manosque-Nord (1973 → 1998) Mandat écourté à la suite de la dissolution du conseil municipal                                                                           |
| septembre 1980   | 15 janvier 1988 | Jean Cabanne             | UDF                  | Administrateur Conseiller général de Saint-Étienne-les-Orgues (1968 → 1994) Démissionnaire |
| 25 janvier 1988, | 1995            | Louis Raffalli           | RPR                  | Médecin |
| 1995             | 2001            | Robert Honde             | PRG                  | Vétérinaire Conseiller général de Manosque-Nord (1973-1998) Député (1997-2002) |
| 2001             | 3 juillet 2020, | Bernard Jeanmet-Peralta, | RPR puis UMP puis LR | Retraité de l'industrie Président de la CC Luberon Durance Verdon (2008-2012) Président de Durance-Luberon-Verdon Agglomération (2013 → 2020), Officier de la Légion d'honneur Candidat aux sénatoriales |
| 3 juillet 2020   | En cours        | Camille Galtier          | ex-LR                | Ancien chef de cabinet parlementaire Conseiller départemental de Manosque-2 (2021-) Président de Durance-Luberon-Verdon Agglomération (2023-)                                                            |